# Vinodar
Vinodar je najpoznatija i najznačajnija tradicionalna manifestacija grada Daruvara i njegovih vinara i vinogradara.
Održava se svake godine počevši od 1999. godine. Traje tjedan dana. Prve dane su raznovrsna stručna predavanja, terenske radionice, stručno ocjenjivanje vina, okrugli stolovi posvećeni uzgoju vinove loze, proizvodnji i očuvanju vina. Prateća je bogata ponuda vina. Zadnja tri dana je sajam tradicionalnih proizvoda i mnogo drugih zabavnih događaja. Na sajmu se nudi domaći sir, med, medne prerađevine, slavonski pršut, kulen, domaće vino, rakije i likeri, prikazuju tradicionalni obrti, suveniri i rukotvorine. U sklopu eno-gastro sadržaja je Kušaonica “Moje vino je najbolje”. Na kušaonicu svoje uzorke donose domaći proizvođači vina, a ocjenjuju ih priznati enolozi. Održava se izložba nagrađenih vina. Daruvarskom okolicom održava se biciklistički Vino tour. Za goste iz Zagreba organiziran je turistički vlak Vinodar Express koji vozi od Zagreba do Daruvara i natrag. U sklopu Vinodara se održava Večer vinara gdje se vinari s Daruvarske vinske ceste predstavljaju novinstvu i turističkim djelatnicima. Doprinos daju Likovna kolonija Wine&Art ispred baroknog dvorca Janković i druga društva i udruge. Za sudionike na gradskom je trgu tijekom sajma cjelodnevna tamburaška glazba, koncerti poznatih domaćih izvođača, ponuda šarana na rašljama i obvezna atrakcija je noćno pečenje vola na ražnju. Vinodar je regionalno mjesto regionalnog ocjenjivanja Sauvignona.

## Vanjske poveznice
- Turistička zajednica Bjelovarsko-bilogorske županije